# Balogh József (költő, 1951–2011)
Balogh József (Pécs, 1951. december 15. – Szombathely, 2011. december 20.) szombathelyi ifjúsági és ismeretterjesztő író, költő, pedagógus, a Lord zenekar dalszövegírója.

## Élete
Felsőfokú tanulmányait 1970-1973 között a szombathelyi tanítóképző főiskolán, 1983-1985 között a Berzsenyi Dániel Tanárképző Főiskolán végezte. 1973-ban Őriszentpéteren kezdett tanítani, de két év után Nagysimonyiban folytatta pedagógusi pályáját, ahol 1987-ig dolgozott. Ekkor ismét Szombathelyre került a Hunyadi János Általános Iskolába, majd 1995-től a szombathelyi Eötvös József Általános Iskolában tanított. Utolsó éveiben a Reményik Sándor Evangélikus Általános Iskola tanáraként tevékenykedett, melynek könyvtárát 2012-ben róla nevezték el, és amely Balogh József személyes hagyatékát is őrzi.
Az általános iskolák 5. és 6. osztályos magyar irodalom tankönyvének, munkafüzetének, és kézikönyvének szerzője (Olvasónapló, Számiskola, stb.).  Főfoglalkozású tanárként pedagógiai munkája során szövegértést fejlesztő gyakorlatsorokat, valamint a Szép magyar beszéd versenyek sikeres megrendezéséhez módszertani kiadványt írt. A szombathelyi büntetés-végrehajtási intézetben is tartott órákat.
Irodalmi munkássága, illetve tanári tevékenysége mellett a szombathelyi Lord együttes dalszöveg írója 2008-ig 9 hanghordozó viseli keze munkáját. Gidófalvy Attila 10 parancsolat című szóló albumának szövegeit is ő írta. Több versét a Tarisznyások Együttes zenésítette meg.
Több szombathelyi rendezvény szervezője és művészeti vezetője. Pályája során mindig figyelemmel és segítőkészen fordult a fogyatékossággal élő emberek felé. A Mozgáskorlátozottak és Barátaik ART Fesztiváljára eredményesen készített fel vak embereket, egészségkárosodottak oktatását szervezte és támogatta.
Rajongott a sportért, így lett a Halmay Zoltán Olimpiai Hagyományőrző Egyesület tagja, majd elnökségi tagja, mely rendezvényeinek szervezésében is aktívan részt vett és verseivel is támogatott.
Publikációi, versei számos szombathelyi és országos antológiában is szerepeltek. Tizenhét önálló kötete látott napvilágot.
2012-ben tisztelői, emlékének ápolására, szellemi örökségének megőrzésére a létrehozták a Balogh József Öröksége Alapítványt. Célja Balogh József költői, dalszövegíró szellemi hagyatékának gondozása. Évente, minősítő céllal, vers- és prózamondó találkozókat rendeznek amatőrök részére, és író-olvasó találkozókat, rendezvényeket szerveznek.

### Kötetei
Vallató idő - Magyar-csehszlovák közös kiadás 1980, 1988-1992
Hullámverésben 1990
Manóbál 1991
Virrasztó csöndjeink, 1996
Őszelő 1999-2001
Adjon Isten 2001
Gondok, csöndek, parolák 2002
Zászlótűz 2002-2004
Ajándékkönyvecske feleségemnek 2004
Versfehérben 2004-2006
Versfehérben 2006
Füvek imája 2008
Reményringató 2011
Kó(o)rkönyv. Balogh József tárcái; Egészségtárs Kft., Szombathely, 2013
Több kötetet adott ki Devecsery László tanár, költővel.
Képes, verses abc 1990;
Versvarázs 1990
Balogh József–Devecsery László: Vers-zengő. Gyermekversek; Apáczai, Celldömölk, 2012

### Pedagógiai munkái
Irodalomország 1995
Olvasónapló 5. osztály. Olvasónapló 6. osztály
Magyar Irodalom az általános iskola 5. osztálya számára 1997
Szövegértést fejlesztő gyakorlatok (6. osztály) 2004

## Díjai
- 2008 Kiemelkedő Kulturális Munkáért-díj II. fokozata - Szombathely
- 2011 Vas Megyei Príma díj és közönségdíj
- 2013 Bánkuti Miklós-díj/posztumusz/